# Хураменто (станция метро)
«Хураменто» (исп. Juramento) — станция Линии D метрополитена Буэнос-Айреса.
Станция находится в районе Бельграно, на пересечении улиц Авенида Кабильдо и Авенида Хураменто. Станция была открыта 21 июня 1999 года в присутствии тогдашнего главы городского правительства Фернандо де ла Руа. В момент своего открытия станция была крупнейшей на линии, стоимость её строительства была оценена в 35 миллионов песо. Название станции и одноимённой улицы переводится с испанского как «клятва», которое отсылает к клятве Мануэля Бельграно на верность аргентинскому флагу Северной армии на берегу реки Саладо.
Проект станции был разработан американским архитектором Скоттом Дэниелсоном, которому принадлежит авторство более двухсот станций метро по всему миру.
Станция украшена четырьмя фресками на керамике, одна из которых воспроизводит изображение крейсера «Генерал Бельграно», затонувшего во время Фолклендской войны.

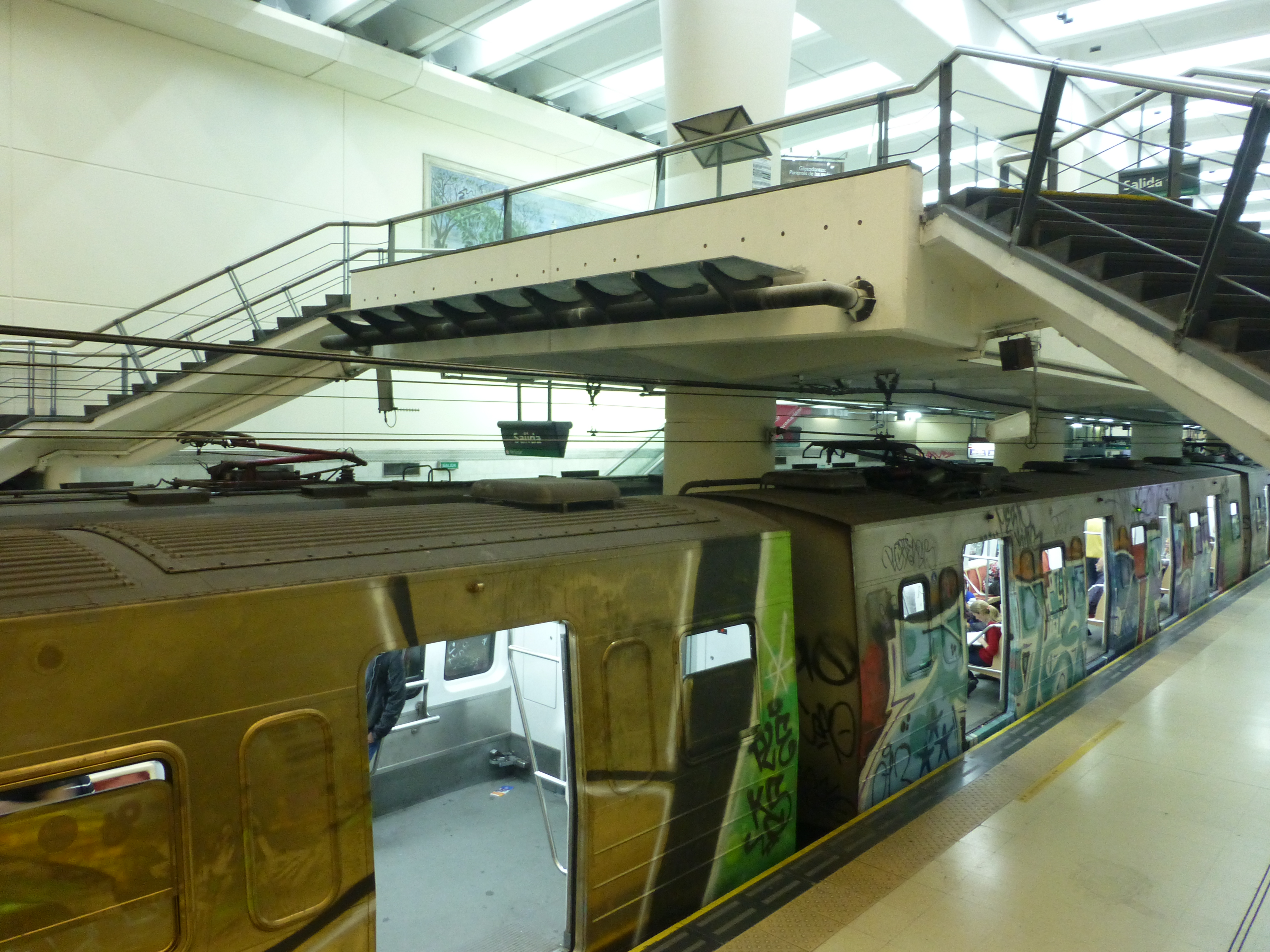
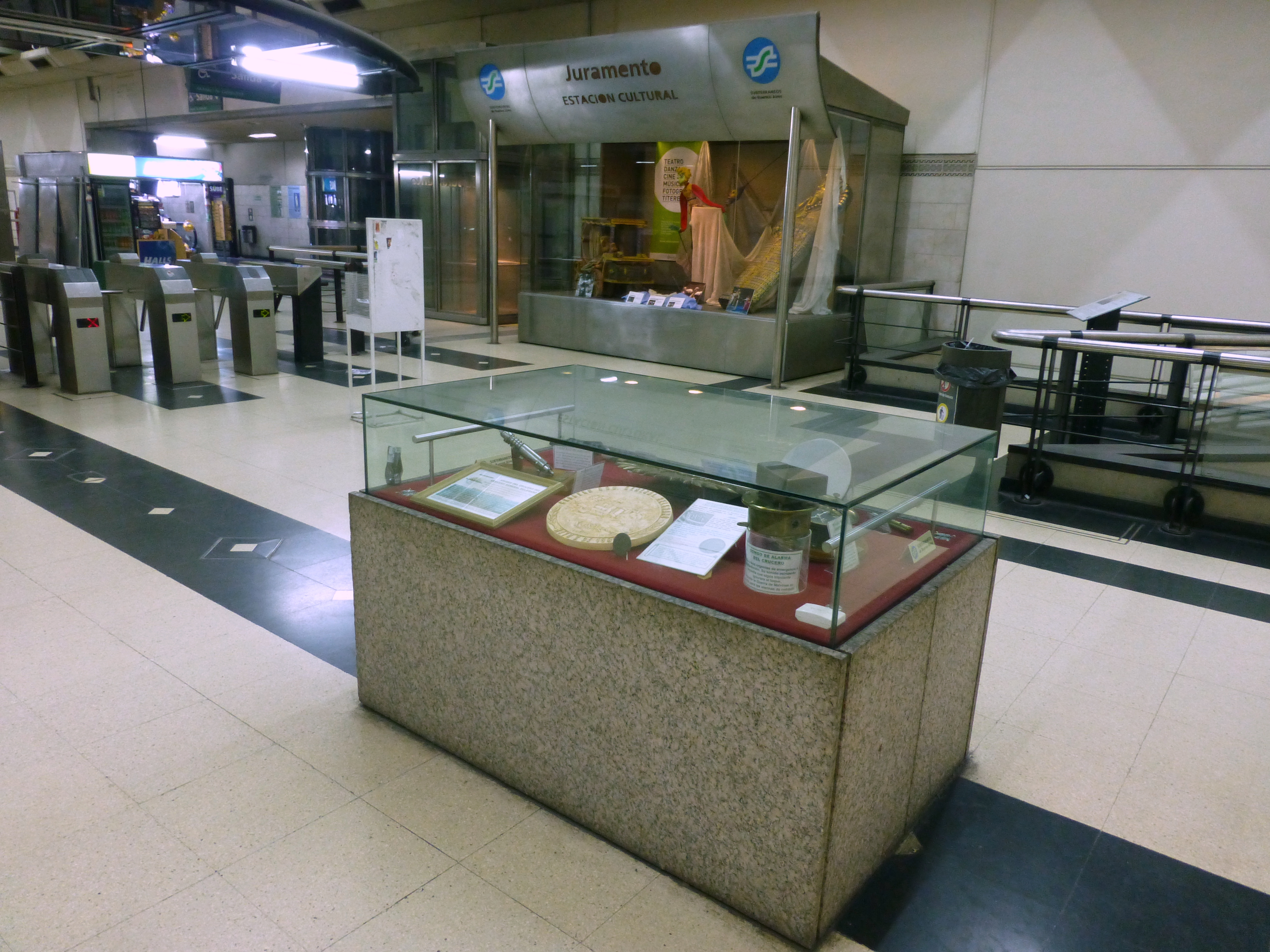
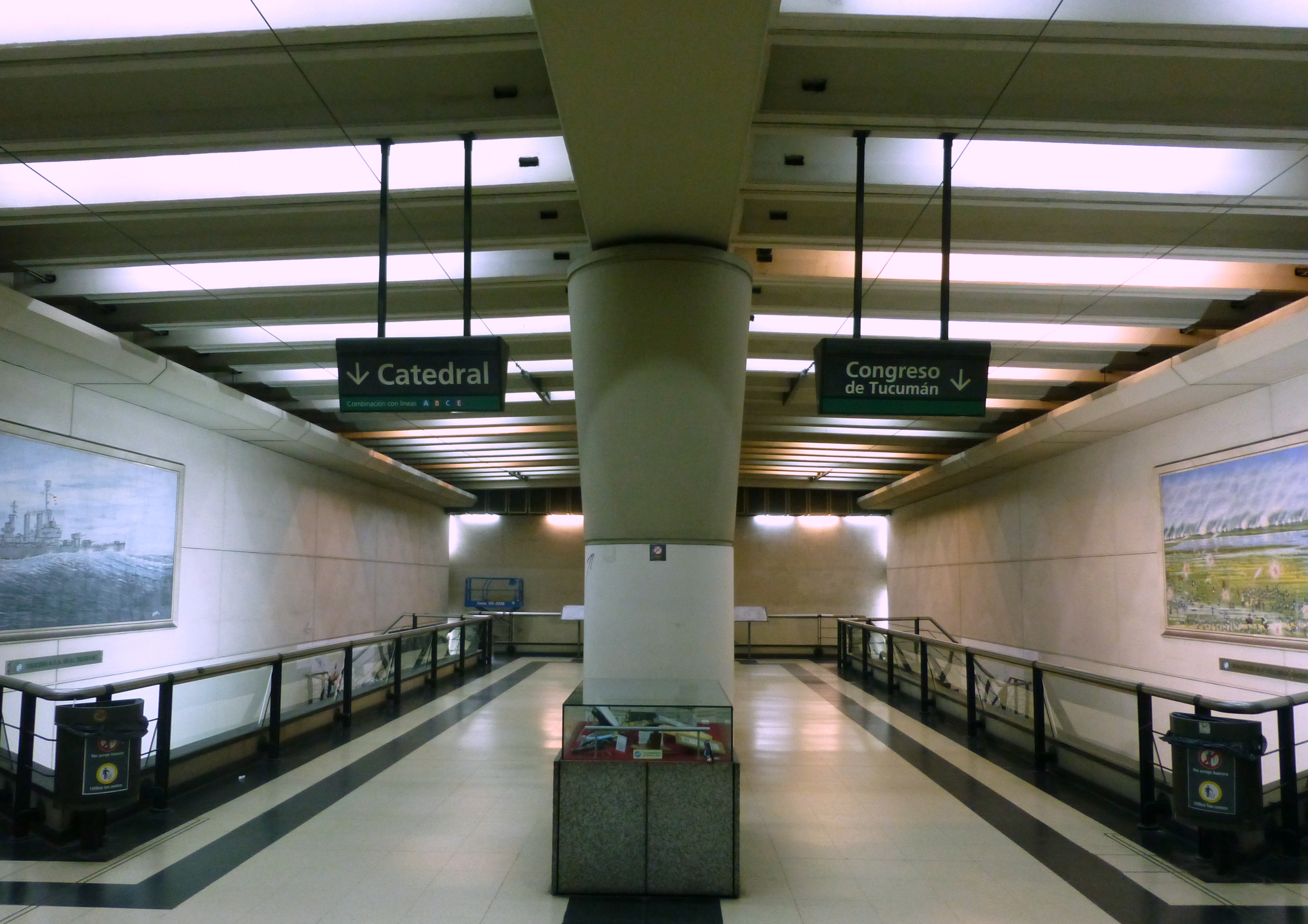